# 洛塔·斯韦德 (诗)
《洛塔·斯韦德》（瑞典語：Lotta Svärd，‘svärd’意为‘剑’），是芬兰神父、作词家、诗人约翰·卢德维格·鲁内贝里所作的史诗集《旗手斯托尔传奇》的第二部分（出版于1860年）中的第4首诗。
《洛塔·斯韦德》一诗的主角是一位在芬蘭戰爭期间掌管野战厨房的女人。“洛塔·斯韦德”一名后被用在多个北欧国家（芬兰、瑞典、丹麦以及挪威）的女性志愿辅助组织（统称洛塔组织/运动）的名称里。 